# Ełk Zachód
Ełk Zachód – nieczynny przystanek osobowy w województwie warmińsko-mazurskim, w północno-zachodniej części Ełku.